# Adrián Fernández
Adrián Fernández, född den 20 april 1965 i Mexico City, Mexiko, är en mexikansk racerförare. 

## Racingkarriär
Fernández inledde sin professionella karriär med en tredjeplats i Indy Lights 1992. Med hjälp av mexikanska sponsorer fick han möjligheten att göra debut i CART World Series 1993 med Galles Racing, och på fem tävlingar blev han som bäst sjua. Fernández fortsatte med Galles även säsongen 1994, och körde då sin första hela säsong i mästerskapet. Han nådde flera framstående placeringar under säsongens andra halva, vilket gav en fjortondeplats sammanlagt. 1995 var Fernández sista säsong med Galles. Han blev trea i Michigan 500 och fyra på Mid-Ohio, vilket förde honom till en tolfte plats i mästerskapet. Tack vare sin sponsor Cervecería Tecate fick Fernández Tasman Motorsports att finansiera en andra bil under säsongen 1996, och han byggde vidare på säsongen före, och tog sin första seger i ett tragiskt lopp i Toronto, där Jeff Krosnoff förolyckades. Fernández upprepade föregående säsongs tolfteplats. 1997 var hans sista säsong med Tasman, men den blev inte någon lyckad avslutning på hans tid i stallet. Han slutade på artonde plats totalt med en tredjeplats i säsongsfinalen på Fontana som enda höjdpunkt. Tack vare Tecate fick han kontrakt med toppteamet Patrick Racing för 1998.
Fernández tre säsonger i Patrick Racing blev mycket lyckade, och den tidigare ojämne föraren blev stabilare, och började vinna tävlingar regelbundet. Den första segern kom redan i den andra tävlingen under säsongen 1998, då serien besökte Motegi för första gången. Under säsongens andra halva vann Fernández dessutom på Mid-Ohio, och tack vare en stabil formkurva kunde han avsluta säsongen som fyra. Fernández kraschade i U.S. 500 i juli, och bilen släppte ett hjul, som flög upp på läktaren, och dödade tre personer. Fernández klarade sig oskadd från incidenten, och valde att återvända till cockpiten redan till nästa tävling. Säsongen 1999 inleddes med att han mot alla odds fick bränslet att räcka för en andra rak seger på Motegi. Fernández presterade inte lika konstanta resultat som 1998, men hade fortfarande häng på mästerskapsledarna, när han kraschade under fri träning i Detroit och bröt handen. En tredjeplats på Surfers Paradise och seger på Fontana gjorde att han slutade sexa i mästerskapet. Segern var dock smärtsam för Fernández, då hans vän Greg Moore förolyckades i början av tävlingen, och han fick dödsbudet efter att ha gått i mål. Under säsongen 2000 hade Fernández för första gången riktigt häng på mästerskapstiteln, tack vare segrar på Rio och Surfers Paradise. I sista tävlingen på Fontana kunde han dock inte besegra Gil de Ferran i Marlboro Team Penske, vilket gjorde att Fernández fick nöja sig med andraplatsen i mästerskapet. Det var ändå hans bästa säsong i karriären, och hans fem pallplatser var karriärbästa notering.
Efter säsongen 2000 tog Fernández och Cervecería Tecate beslutet att bilda ett nytt team. Han själv blev försteförare, medan Shinji Nakanos sponsor köpte in japanen till den andra bilen. Initialt hade stallet svårt att hävda sig, men Fernández blev trea på både Toronto och Road America. Konkurrensen var dock så hård att Fernández gick från toppen till botten på en säsong, och utan möjlighet att hävda sig på många banor föll han tillbaka till artonde plats sammanlagt. Säsongen 2002 var inte mycket bättre, med en andraplats på Milwaukee som enda höjdpunkt. En fjortondeplats i mästerskapet bland endast nitton ordinarie tävlande var dock inget lyckat resultat. Det var först under 2003 års säsong som Fernández kom i närheten av sina potentiella resultat, då han slutade åtta i en försvagad serie. Han tog även sin första seger på tre år, då han vann Portlands deltävling.
Till säsongen 2004 bytte Fernández och teamet till IndyCar, vilket gav honom möjligheten att köra Indianapolis 500 för första gången sedan 1995. Han slutade sjua på Indy, men hade i övrigt sin bästa säsong med sitt eget team, då han vann på Kentucky, Chicagoland och Fontana. De tre segrarna gjorde att han slutade femma i mästerskapet. Efter säsongen slutade han med formelbilsracing, och fokuserade istället på att driva teamet. Dock hade de inte finanser för att vara annat än ett stödteam för att få in japanen Kosuke Matsuura i serien. Resultaten blev begränsade, och inga sponsorer tillkom. Stallets verksamhet i IndyCar lades ned efter 2006, och istället körde Fernández i sportvagnar, med en klasstitel i LMP2 i American Le Mans Series 2009 som höjdpunkt. Det blev Fernández Racings sista säsong, då man inte kunde driva stallet vidare.

## IndyCar

### Segrar
| Nr | Bana        | År   |
| -- | ----------- | ---- |
| 1  | Kentucky    | 2004 |
| 2  | Chicagoland | 2004 |
| 3  | Fontana     | 2004 |

### Andraplatser
| Nr | Bana       | År   |
| -- | ---------- | ---- |
| 1  | Pikes Peak | 2004 |

## Champ Car

### Segrar
| Nr | Bana             | År   |
| -- | ---------------- | ---- |
| 1  | Toronto          | 1996 |
| 2  | Motegi           | 1998 |
| 3  | Mid-Ohio         | 1998 |
| 4  | Motegi           | 1999 |
| 5  | Fontana          | 1999 |
| 6  | Rio de Janeiro   | 2000 |
| 7  | Surfers Paradise | 2000 |
| 8  | Portland         | 2003 |

### Andraplatser
| Nr | Bana         | År   |
| -- | ------------ | ---- |
| 1  | Detroit      | 1998 |
| 2  | Toronto      | 2000 |
| 3  | Road America | 2000 |
| 4  | Milwaukee    | 2002 |
| 5  | Long Beach   | 2003 |

### Tredjeplatser
| Nr | Bana             | År   |
| -- | ---------------- | ---- |
| 1  | Michigan         | 1995 |
| 2  | Fontana          | 1997 |
| 3  | Rio de Janeiro   | 1998 |
| 4  | Road America     | 1999 |
| 5  | Surfers Paradise | 1999 |
| 6  | Vancouver        | 2000 |
| 7  | Toronto          | 2001 |
| 8  | Road America     | 2001 |

### Pole positioner
| Nr | Bana      | År   |
| -- | --------- | ---- |
| 1  | Michigan  | 1998 |
| 2  | Monterrey | 2002 |
| 3  | Milwaukee | 2002 |
| 4  | Miami     | 2003 |